# Verwaltungsgemeinschaft Bad Lausick
Die Verwaltungsgemeinschaft Bad Lausick ist eine Verwaltungsgemeinschaft im Freistaat Sachsen im Landkreis Leipzig.
Sie liegt im Süden des Landkreises, zirka 13 km südlich der Kreisstadt Grimma und 25 km südöstlich der Stadt Leipzig. Das Gemeinschaftsgebiet liegt im Sächsischen Burgen- und Heideland, am Westrand des Landschaftsschutzgebietes Colditzer Forst. Nördlich des Gemeinschaftsgebietes verläuft die Bundesautobahn 14, welche über die Anschluss Grimma erreichbar ist. Durch Bad Lausick führen die Bundesstraße 176 und die Bahnstrecke Leipzig–Chemnitz.
Die Verwaltungsgemeinschaft wurde am 1. Januar 2000 mit den Mitgliedsgemeinden Bad Lausick und Otterwisch gegründet.

## Mitgliedsgemeinden
Die Verwaltungsgemeinschaft setzt sich aus zwei Städten und Gemeinden zusammen. Sitz der Verbandsverwaltung ist Bad Lausick.
- Stadt Bad Lausick mit den Ortsteilen Bad Lausick (Stadt), Ballendorf, Beucha, Buchheim, Ebersbach, Etzoldshain, Glasten, Kleinbeucha, Lauterbach, Steinbach, Stockheim und Thierbaum
- Gemeinde Otterwisch mit den Ortsteilen Otterwisch und Großbuch